# 과실주

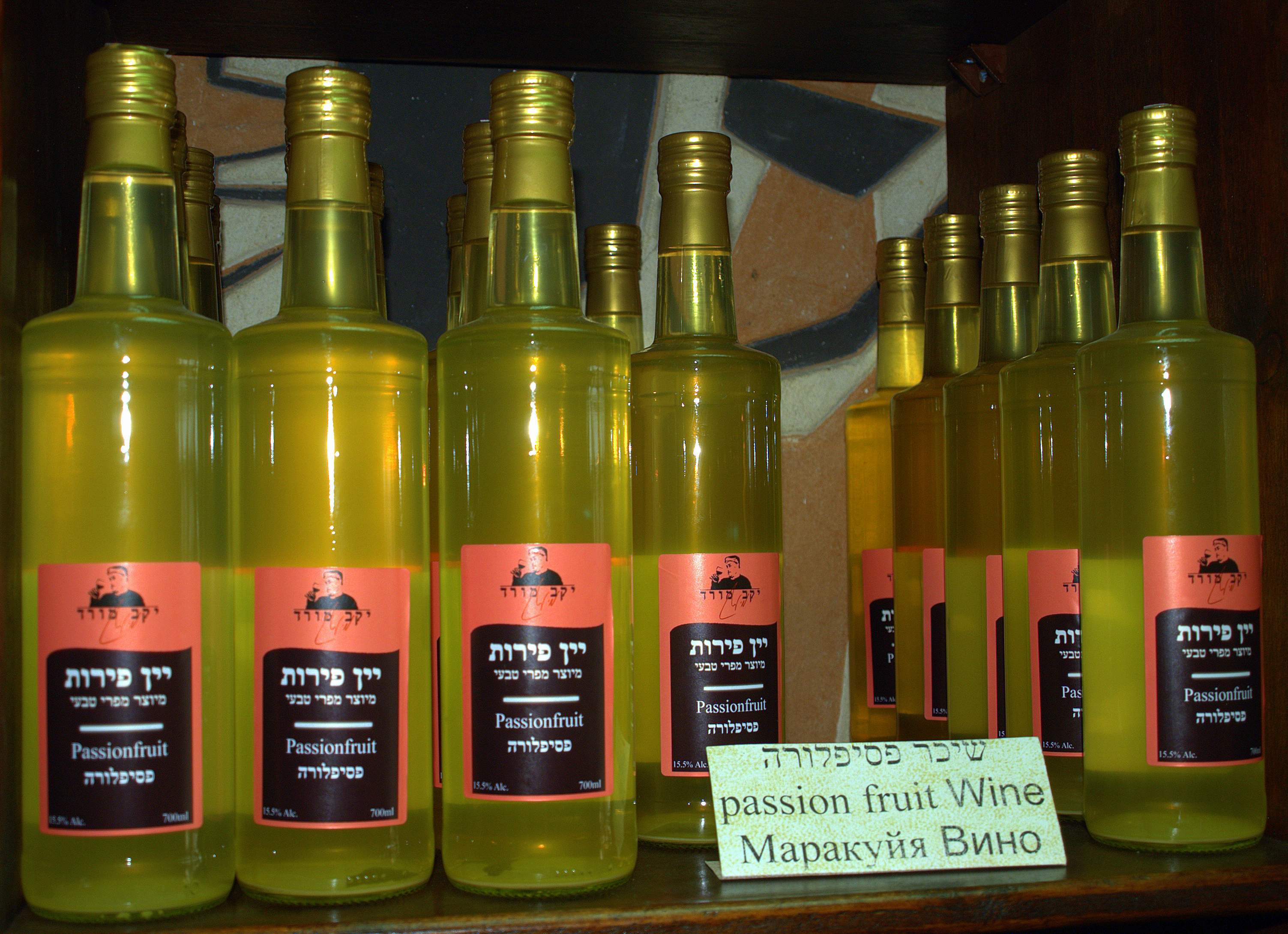
과실주

과실주(果實酒)는 과일을 이용하여 발효시켜 만든 술을 의미한다. 포도·사과·체리·매실 등으로 만든다. 당분이 많은 술로 과일을 으깨어 그 즙을 발효시켜 4년 이상 숙성시킨다. 알코올이 8∼12% 정도 들어 있으며, 숙성한 과실주는 붉은색·흰색·분홍색을 띤다. 차게 해서 마시거나, 실내 온도 정도로 맞추어 마시는 것이 좋다.